# Gustaaf Schlegel
Gustaaf Schlegel (Oegstgeest, 1840. szeptember 30. – Leiden, 1903. október 15.; kínai neve pinjin hangsúlyjelekkel: Shī Gǔdé; magyar népszerű: Shi Ku-tö; kínaiul: 施古德) holland sinológus, természettudós.

## Élete

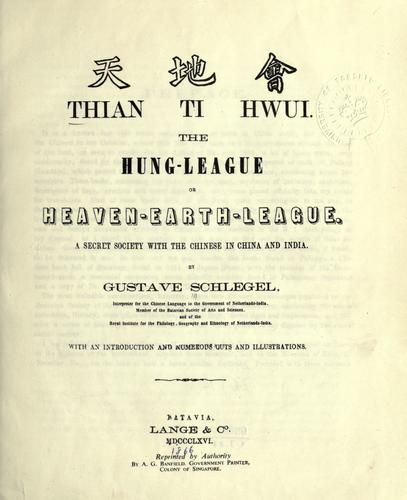
Schlegel nagy jelentőségű tanulmányának előlapja (1866)

Gustaaf Schlegel a szász származású, nagytekintélyű és elismert természettudós Hermann Schlegel (1804–1884) ornitológus, herpetológus fiaként született 1840-ben. A tudós környezetben nevelkedő Gustaaf hihetetlenül korán, már kilencéves korában kínaiul kezdett tanulni a japanológus J. J. Hoffmanntól (1805–1878), a források szerint kezdetben a szülei tudta nélkül.
Schlegel 1857-ben, mindössze 17 évesen utazott Kínába, melyen madarakat szeretett volna gyűjteni, hogy a kínai madárfauna tudományos leírását elvégezze, csakhogy előtte ezt a munkát Robert Swinhoe (1836–1877) brit természettudós már elvégezte.
1861-ben miután már megtanulta a kínai nyelv fucsou (fuzhou)i dialektusát, áttette székhelyét Kantonba, hogy a kantoni dialektust tanulmányozhassa. 1862-ben Batáviában vállalt tolmácsi munkát a holland gyarmati kormány Legfelsőbb Bíróságánál. Munkája mellett tudományos kutatással is foglalkozott, 1866-ban megjelentette monográfiáját a Tien-ti-huj (Tiandihui) (天地會), vagyis az „Ég és Föld Szövetsége” nevű titkos társaságról, majd még ebben az évben a kantoni prostitúcióról is írt egy jelentősebb tanulmányt.
1869-ben doktori fokozatot szerzett a Jénai Egyetemen, disszertációját a régi kínai szokások és szabadidős tevékenységek témakörében írta. Ez a dolgozata azonban nyilvánvalóan csak formalitás volt, hiszen addigra tudományos hírnevét a korábbi publikációival már megalapozta.
1872-ben egy súlyosabb betegség miatt Schlegel két év betegszabadságra kényszerült, amelyet Hollandiában töltött. Hazatérve találkozott egykori tanárával, Hoffmannal, aki megkérte, hogy vegye át tőle a holland–kínai tolmácsok képzésének feladatát. Schlegel elvállalta a munkát, és saját kérelmezésére 1875-ben kinevezték a leideni egyetem rendkívüli tanárává, majd 1877-ben kínai professzorává.
1878-ban feleségül vette Catharina Elisabeth Gezina Buddingh-t, de a gyermektelen házasságukat 1890-ben felbontották. Az utolsó éveit nagymértékben beárnyékolta a cukorbetegség, melynek szövődménye miatt mindkét szemére elveszítette látását. 1902-ben vonult nyugdíjba és a rákövetkező évben, 63 éves korában elhunyt. Posztja 1904-ig betöltetlen maradt, amikor is Jan Jakob Maria de Groot (1854–1921) vette át a helyét az egyetemen.

## Munkássága
Schlegel legjelentősebb munkájának az 1866-ban publikált, a Tien-ti-huj (Tiandihui) titkos társaságról írt tanulmányát tekintik, melynek rendkívüli voltát többek között az adja, hogy mások számára hozzáférhetetlen bírósági anyagokat tudott forrásként felhasználni.
Élete főműve azonban annak a holland–kínai szótárnak (eredeti holland címe: Nederlandsch-Chinees Woordenboek met de transcriptie der chineesche karakters in het Tsiang-tsiu dialect hoofdzakelijk ten behoeve der tolken voor de Chineesche taal in Nederlandsch-Indië; kínaiul: 荷華文語類參) az összeállítása, amely 1882–1891 között összesen 4 kötetben jelent meg. Schlegelt ezért a munkájáért a sinológia legnagyobb szakmai elismerésével, a Stanislas Julien-díjjal jutalmazták 1887-ben. Jól lehet, a korabeli német nyelvű kritikák eredményét a sinológia Forth Bridge-e, illetve Eiffel-tornyaként aposztrofálták, Hollandián kívül mégsem tett szert különösebb nemzetközi jelentőségre. A szótár kiadója, a Brill soha korábban nem látott mennyiségben nyomtatta ki a szótárat, amelynek eladatlan példányait 1975-ben zúzták be. Schlegel reményei ellenére ugyanis nem a holland vált a sinológia nemzetközi nyelvévé. Emiatt vált vált mára szinte teljesen elfeledetté Schlegel kortársának, egykori mentorának, C. F. M. de Grijsnek a munkássága is, aki kizárólag hollandul írt és publikált.
Schlegel legidőtállóbb szakmai teljesítménye a máig az egyik legnagyobb tekintélyű sinológia szakfolyóiratnak számító T’oung Pao megalapítása, amelyet Henri Cordier-vel közösen 1890-ben indítottak útjára.

## Fordítás
- Ez a szócikk részben vagy egészben  a   Gustaaf Schlegel című angol Wikipédia-szócikk ezen változatának fordításán alapul.  Az eredeti cikk szerkesztőit annak laptörténete sorolja fel. Ez a jelzés csupán a megfogalmazás eredetét és a szerzői jogokat jelzi, nem szolgál a cikkben szereplő információk forrásmegjelöléseként.